# (4795) Kihara
Pour les articles homonymes, voir Kihara.
(4795) Kihara est un astéroïde de la ceinture principale.

## Description
(4795) Kihara est un astéroïde de la ceinture principale. Il fut découvert le 7 février 1989 à Kitami par Atsushi Takahashi et Kazuro Watanabe. Il présente une orbite caractérisée par un demi-grand axe de 2,20 UA, une excentricité de 0,15 et une inclinaison de 5,1° par rapport à l'écliptique.

## Compléments